# Hogshead
Un hogshead est un grand tonneau de liquide (ou, moins souvent, de denrée alimentaire).

## Description
Plus précisément, il renvoie à un volume déterminé, mesuré en unités impériales ou unités de mesure américaines habituelles, principalement appliqués aux boissons alcoolisées comme le vin, la bière ou le cidre.